# Iseltal
Het Iseltal is een van de belangrijkste dalen in het Oostenrijkse Oost-Tirol. Door het dal stroomt de rivier de Isel en het dal wordt in het westen door het Defereggengebergte en in het oosten door de Schobergroep begrensd.
Het Iseltal begint bij Matrei in Osttirol, waar het Virgental en het Tauerntal bijeenkomen. Van daar loopt het dal eerst in zuidwestelijke richting naar Huben (gemeente Matrei), waar het Defereggental en het Kalsertal afbuigen. Van daar loopt het dal verder in zuidoostelijke richting, waarbij de Isel de gemeenten Sankt Johann im Walde, Schlaiten, Ainet en Oberlienz doorkruist. Bij Lienz mondt het Iseltal uiteindelijk uit in het Lienzer Becken.